# Baselios Paulose II
Baselios Paulose II (imię świeckie Paulose Puthussery, ur. 12 czerwca 1914, zm. 1 września 1996) – duchowny Syryjskiego Kościoła Ortodoksyjnego, w latach 1975-1996 Katolikos Indii i głowa Malankarskiego Syryjskiego Kościoła Ortodoksyjnego. 

## Życiorys
Był synem księdza wikariusza kościoła w Cherai. Po ukończeniu szkół wstąpił do monasteru św. Ignacego w Manjinikkara, gdzie uczył się języków aramejskiego, angielskiego i sanskrytu. W 1934 biskup Elias Mor Yulius wyświęcił go na diakona, a w 1938 na prezbitera. Posługę kapłańską przyszły patriarcha pełnił w kościołach Cejlonu, Madrasu, Karnataki, Trivandrum i innych okolic. 25 kwietnia 1952, ze względu  na spowodowaną złym stanem zdrowia rezygnację biskupa Kandanadu Paulose Mor Athanasiosa, ksiądz Paulos został wybrany na nowego biskupa diecezji.
Sakrę otrzymał 19 października 1952 z rąk patriarchy antiocheńskiego Ignacego Efrema I w syryjskim Himsie, przyjmując imię Filoksenos. 12 stycznia 1953 oficjalnie objął urząd metropolity Kandanadu. W 1958 Mor Filoksenos objął urząd biskupa pomocniczego. Po schizmie w łonie Kościoła malankarskiego biskup opowiedział się za patriarchą Antiochii i 7 września 1975 ogłoszony został Katolikosem Indii stając na czele Kościoła. 14 września 1980 jako pierwszy w historii katolikos Indii wziął udział w intronizacji patriarchy antiocheńskiego Ignacego Zakki I Iwasa. Zmarł 1 września 1996, w pogrzebie odprawionym dzień później wzięły udział tysiące wiernych. Katolikos Paulose cieszył się szacunkiem wśród wyznawców obu gałęzi Kościoła indyjskiego. Jego doczesne szczątki spoczęły w monasterze w Malekurishu, a następcą na stolicy św. Tomasza został Baselios Thomas I.